# Ähijärve
Ähijärve – wieś w Estonii, w prowincji Võru, w gminie Antsla. Park Narodowy Karula leży w obrębie wsi.